# 59419 Prešov
59419 Prešov è un asteroide della fascia principale. Scoperto nel 1999, presenta un'orbita caratterizzata da un semiasse maggiore pari a 2,5782357 UA e da un'eccentricità di 0,1106327, inclinata di 9,34620° rispetto all'eclittica.
L'asteroide è dedicato all'omonima città slovacca.